# Florin Costea
Florin Constantin Costea (* 16. Mai 1985 in Drăgășani, Kreis Vâlcea) ist ein rumänischer Fußballspieler. Seit Anfang 2018 ist er ohne Verein.

## Karriere
Costea begann seine Karriere bei Rarora Râmnicu Vâlcea 2003. 2004 wechselte er zum Lokalrivalen CSM Râmnicu Vâlcea, ehe er 2006 vom rumänischen Erstligisten FC Universitatea Craiova verpflichtet wurde. Am Ende der Saison 2010/11 musste er mit seinem Verein in die Liga II absteigen. Im August 2011 verließ er schließlich Craiova und schloss sich Rekordmeister Steaua Bukarest an. Im Januar 2013 wechselte er zu Ligakonkurrent CS Turnu Severin. Am Ende der Saison 2012/13 musste er mit seinem neuen Klub absteigen. Anschließend heuerte er beim CFR Cluj an. Im März 2015 wechselte er zu Arsenal Tula in die russische Premjer-Liga. Mit Arsenal musste er nach der Spielzeit 2014/15 absteigen. Anschließend verpflichtete ihn der irakische Klub Zakho FC, bei dem sein Landsmann Ilie Stan Cheftrainer war. Im November 2015 löste er seinen Vertrag auf. Anschließend war er ohne Verein, ehe er im September 2016 bei CSM Râmnicu Vâlcea anheuerte. In der Winterpause 2016/17 zog sich sein Verein vom Spielbetrieb zurück, so dass er für den Rest der Saison ohne Klub war. Im Sommer 2017 schloss er sich CS Șirineasa in der Liga III an. Ende 2017 löste er seinen Vertrag wieder auf.

## Nationalmannschaft
International spielte Costea sechs Mal für Rumänien. Sein Debüt gab er im Freundschaftsspiel gegen Lettland in Urziceni am 20. August 2008, als er in der 73. Minute für Mirel Rădoi eingewechselt wurde. Das Spiel endete 1:0 für Rumänien. Seinen letzten Einsatz hatte er am 28. März 2009 im WM-Qualifikationsspiel gegen Serbien.

## Privates
Florin Costea ist der ältere Bruder von Mihai Costea (* 1988), mit dem er beim FC Universitatea Craiova und Steaua Bukarest zusammengespielt hat.